# Fermentació

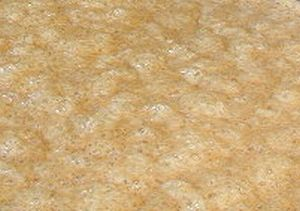
Fermentació en procés.

La fermentació és el procés de catabolisme anaeròbic en el qual un compost orgànic actua com a donador i acceptor d'electrons i l'ATP resultant s'obté per la fosforilació a nivell de substrat. Va ser descobert per Louis Pasteur que va descriure la fermentació com la vie sans l'air (la vida sense l'aire).
El procés de la fermentació és anaerobi, que es produeix sense oxigen això significa que l'acceptor final dels electrons del NADH produït en la glucòlisi no és l'oxigen, sinó un compost orgànic que es reduirà per a poder reoxidar el NADH a NAD+. El compost orgànic que es redueix (acetaldehid, piruvat, ...) és un derivat del substrat que s'ha oxidat anteriorment.
En els éssers vius, la fermentació és un procés anaerobi i no hi intervé el mitocondri (a les cèl·lules eucariotes) ni la cadena respiratòria. Les fermentacions són pròpies de microorganismes, com alguns bacteris i llevats. També es produeix la fermentació a la majoria de les cèl·lules dels animals, inclosos els humans, excepte a les neurones que moren ràpidament si no poden fer la respiració cel·lular; algunes cèl·lules, com els eritròcits, no tenen mitocondris i es veuen obligats a fermentar; el teixit muscular dels animals realitza la fermentació làctica quan l'aportació d'oxigen a les cèl·lules musculars no és suficient per al metabolisme aerobi i la contracció muscular.

## Tipus de fermentacions
Hi ha molts tipus de fermentacions segons el tipus de productes i substrats implicats. En el procés de fermentació només es produeix una oxidació parcial dels àtoms de carboni dels compostos orgànics i, a causa d'això, només s'allibera una petita quantitat d'energia. Aquest fet fa que el rendiment energètic d'aquesta reacció sigui relativament baix comparat amb els processos de respiració.
Les fermentacions poden ser: naturals, quan les condicions ambientals permeten la interacció dels microorganismes i els substrats orgànics susceptibles;o artificials, quan els humans en propicien les condicions i el contacte. A la indústria, la fermentació pot ser oxidativa, és a dir, en presència d'oxigen (aeròbia), però és una oxidació aeròbia incompleta, com és la producció d'àcid acètic a partir d'etanol.
Hi ha casos de fermentacions en les quals no s'allibera prou energia lliure per obtenir directament ATP a partir de la fosforilació del substrat. Per aquest motiu, la reacció està acoblada a bombes iòniques que formen un gradient de sodi o protons a través de la membrana. Aquest és el cas de Propionigenium modestum que produeix el pas de succinat a propionat fent sortir Na+ per la membrana

Fermentació alcohòlica.

El procés de fermentació més conegut és el de la fermentació alcohòlica en què una molècula d'hexosa es descompon en dues molècules d'etanol i dues de CO₂. Sol ser produït per llevats o per bacteris com Zymomonas.
Altres fermentacions són l'homolàctica on a partir d'una hexosa, se'n produeixen dues molècules de lactat. Aquesta fermentació sol fer-la els estreptococs i alguns lactobacils així com cèl·lules dels animals en moments d'alt requeriment energètic.
La fermentació heterolàctica produeix, a partir d'una hexosa, una molècula de lactat, una d'etanol i una de CO2. Aquesta reacció la duen a terme Leuconostoc i alguns lactobacils.

## Productes
Des de fa segles, l'home ha utilitzat les reaccions de fermentació que es produeixen naturalment per al seu propi profit. Per exemple la utilització del llevat per a fer begudes alcohòliques és molt antic. Aquest seria el cas de la cervesa i del vi, on en ambdós productes intervé sobretot el llevat Saccharomyces cerevisiae.
El formatge és un altre producte obtingut de la fermentació. Per exemple el formatge Emmental, s'obté de la fermentació del lactat que hi ha a la llet de la vaca a propionat. Hi participen lactobacils, estreptococs i bacteris de l'àcid propiònic.
El iogurt s'aconsegueix a partir de la fermentació làctica produïda per l'acció dels bacteris Lactobacillus bulgaricus i Streptococcus thermophilus.